# Juzanvigny
Juzanvigny é uma comuna francesa na região administrativa de Grande Leste, no departamento de Aube. Estende-se por uma área de 7,64 km². Em 2010 a comuna tinha 129 habitantes (densidade: 16,9 hab./km²).